# 山内和宏
山内 和宏（やまうち かずひろ、1957年9月1日 - ）は、静岡県浜名郡浜北町於呂（現：浜松市浜名区於呂）出身の元プロ野球選手（投手）。右投右打。

## 経歴
父は遠州鉄道の元車掌（その後遠州鉄道経営のボウリング場の支配人、遠鉄ストアの店長を歴任。和宏という名前は、その父が野球好きであったことから、生まれた当時毎日オリオンズ（現・千葉ロッテマリーンズ）の主力選手だった山内一弘と読みが同じになるように名付けられたという。小学4年生の時からソフトボールを始め、中学で野球部に入部。この当時は内野手だったが、浜名高校入学後の高校1年秋から投手に転向。
高校卒業後は野球を辞めようと思っていたが、父が店長を務めていた遠鉄ストアの納入業者の人の中に駒澤大学OBがいて、そのつながりから、当時駒澤大学硬式野球部監督の太田誠が浜松出身であることもあって誘われたことで野球を続けることとし、高校卒業後は駒澤大学に進学。しかし大学1年生の夏に同じ野球部員で沼津市出身の同級生が寮から逃げ出し、戻ってくるように説得するつもりで追いかけ、沼津でその同級生と話し合ったが、山内自身も寮生活自体が苦痛で気が休まらなかったということから、一転して一緒に辞めることになり中退。その後、フリーターをしながら、千葉商科大学に進学していた高校の野球部時代の同級生が入っていた「市川おはよう野球同盟」という組織に所属する草野球チームでプレーする生活を経て、高校OBの勧めにより社会人野球のリッカーに入団。
1980年には黒田真二と投の二本柱を組み、社会人野球日本選手権に出場。1回戦では黒田をリリーフし新日本製鐵堺に完封勝利。2回戦で先発するが打ち込まれ日本楽器に敗退した。同年の都市対抗にも東京ガスの補強選手として出場。2回戦で札幌トヨペットに敗退するが、2試合で好投し各球団の評価を高める。
1980年、プロ野球ドラフト会議で南海ホークスから1位指名を受け入団。エース格の山内新一、1年遅れで同期入団となった山内孝徳と共に「山内トリオ」として売り出され、背番号も連番だった（本人は18番、山内孝徳19番、山内新一20番）。
1981年は、防御率こそ高いが先発として5勝をマーク。
1982年は、バーニー・シュルツ投手コーチからチェンジアップを伝授され、先発ローテーションに加わり11勝を挙げる。
1983年は河村久文投手コーチからフォークを伝授され一気に投球の幅が広がり、この年は18勝を挙げて最多勝のタイトルに輝く。
1985年まで4年連続の2ケタ勝利投手となる。
1987年にも10勝を挙げて先発の柱として君臨した。しかし、その後は右腕の血行障害に悩まされるなどで成績が落ちていった。
1990年のシーズン途中に杉本正・高島覚との交換トレードで中日ドラゴンズへ移籍。
1992年に、来季の戦力構想から外れたことにより現役を引退した。
引退後は妻の故郷である広島県福山市に居住し、マスターズリーグでも2002年から2003年と2年連続で最多勝のタイトルに輝いた。
2008年現在は、同市にてビル管理会社経営の傍ら、中学生軟式野球クラブ「FUKUYAMA80」（福山エイティーズ）の代表兼監督として活躍している。
2017年5月3日、社会人野球のクラブチーム・福山ローズファイターズの投手コーチに就任。2024年時点ではコーチ業の傍ら、月1回浜松に戻って母校・浜名高校の野球部で指導を行っている。同時期に南海に在籍していたチームメートの山内孝徳ともども口髭を生やしていた。

## 人物
娘は宝塚歌劇団星組トップスターの暁千星である。

## 詳細情報

### 年度別投手成績
| 年 度      | 球 団         | 登 板 | 先 発 | 完 投 | 完 封 | 無 四 球 | 勝 利 | 敗 戦 | セ 丨 ブ | ホ 丨 ル ド | 勝 率 | 打 者 | 投 球 回 | 被 安 打 | 被 本 塁 打 | 与 四 球 | 敬 遠 | 与 死 球 | 奪 三 振 | 暴 投 | ボ 丨 ク | 失 点 | 自 責 点 | 防 御 率 | W H I P |
| ---------- | ------------- | ----- | ----- | ----- | ----- | -------- | ----- | ----- | -------- | ----------- | ----- | ----- | -------- | -------- | ----------- | -------- | ----- | -------- | -------- | ----- | -------- | ----- | -------- | -------- | ------- |
| 1981       | 南海 ダイエー | 27    | 14    | 1     | 0     | 0        | 5     | 7     | 0        | --          | .417  | 434   | 96.1     | 109      | 17          | 50       | 4     | 1        | 57       | 1     | 1        | 75    | 69       | 6.47     | 1.65    |
| 1982       | 南海 ダイエー | 30    | 29    | 10    | 4     | 2        | 11    | 13    | 0        | --          | .458  | 892   | 223.1    | 185      | 22          | 75       | 0     | 5        | 96       | 1     | 0        | 82    | 78       | 3.15     | 1.16    |
| 1983       | 南海 ダイエー | 35    | 33    | 16    | 2     | 0        | 18    | 10    | 0        | --          | .643  | 1077  | 249.2    | 242      | 24          | 99       | 4     | 6        | 110      | 4     | 0        | 118   | 109      | 3.93     | 1.37    |
| 1984       | 南海 ダイエー | 32    | 32    | 12    | 1     | 1        | 12    | 12    | 0        | --          | .500  | 982   | 222.0    | 230      | 29          | 96       | 4     | 7        | 124      | 5     | 0        | 133   | 114      | 4.62     | 1.47    |
| 1985       | 南海 ダイエー | 29    | 26    | 5     | 0     | 0        | 11    | 11    | 0        | --          | .500  | 740   | 164.2    | 169      | 29          | 90       | 1     | 6        | 68       | 0     | 0        | 101   | 89       | 4.86     | 1.57    |
| 1986       | 南海 ダイエー | 28    | 25    | 6     | 0     | 0        | 8     | 15    | 0        | --          | .348  | 723   | 163.2    | 172      | 27          | 74       | 6     | 6        | 102      | 7     | 0        | 97    | 86       | 4.73     | 1.50    |
| 1987       | 南海 ダイエー | 31    | 29    | 13    | 2     | 3        | 10    | 11    | 0        | --          | .476  | 855   | 207.0    | 178      | 20          | 71       | 4     | 4        | 146      | 9     | 0        | 83    | 74       | 3.22     | 1.20    |
| 1988       | 南海 ダイエー | 29    | 26    | 9     | 0     | 0        | 8     | 15    | 0        | --          | .348  | 730   | 169.1    | 183      | 15          | 57       | 1     | 5        | 106      | 7     | 0        | 91    | 72       | 3.83     | 1.42    |
| 1989       | 南海 ダイエー | 32    | 17    | 1     | 0     | 0        | 9     | 9     | 1        | --          | .500  | 605   | 134.2    | 139      | 19          | 69       | 3     | 4        | 79       | 1     | 0        | 73    | 60       | 4.01     | 1.54    |
| 1990       | 南海 ダイエー | 17    | 2     | 0     | 0     | 0        | 0     | 4     | 0        | --          | .000  | 162   | 32.0     | 41       | 4           | 22       | 3     | 5        | 16       | 0     | 1        | 30    | 24       | 6.75     | 1.97    |
| 1990       | 中日          | 20    | 3     | 0     | 0     | 0        | 4     | 4     | 0        | --          | .500  | 185   | 42.2     | 40       | 2           | 22       | 2     | 2        | 33       | 1     | 0        | 23    | 22       | 4.64     | 1.45    |
| '90計      | 中日          | 37    | 5     | 0     | 0     | 0        | 4     | 8     | 0        | --          | .333  | 347   | 74.2     | 81       | 6           | 44       | 5     | 7        | 49       | 1     | 1        | 53    | 46       | 5.54     | 1.67    |
| 1991       | 中日          | 3     | 0     | 0     | 0     | 0        | 0     | 0     | 0        | --          | ----  | 14    | 2.0      | 7        | 0           | 1        | 0     | 0        | 2        | 0     | 0        | 4     | 3        | 13.50    | 4.00    |
| 1992       | 中日          | 13    | 0     | 0     | 0     | 0        | 1     | 0     | 0        | --          | 1.000 | 87    | 16.0     | 31       | 2           | 11       | 2     | 1        | 17       | 1     | 0        | 24    | 23       | 12.94    | 2.63    |
| 通算：12年 | 通算：12年    | 326   | 236   | 73    | 9     | 6        | 97    | 111   | 1        | --          | .466  | 7486  | 1723.1   | 1726     | 210         | 737      | 34    | 52       | 956      | 37    | 2        | 934   | 823      | 4.30     | 1.43    |

- 各年度の太字はリーグ最高
- 南海（南海ホークス）は、1989年にダイエー（福岡ダイエーホークス）に球団名を変更

### タイトル
- 最多勝利：1回 （1983年）

### 記録
- 初登板・初先発登板・初勝利・初先発勝利：1981年4月7日、対近鉄バファローズ前期1回戦（日本生命球場）、6回3失点
- 初完投勝利：1981年7月18日、対近鉄バファローズ後期2回戦（大阪球場）、9回3失点
- 初完封：1982年4月12日、対日本ハムファイターズ前期3回戦（大阪球場）
- 初セーブ：1989年8月6日、対日本ハムファイターズ19回戦（札幌市円山球場）、6回裏から2番手で救援登板・完了、4回1失点
- オールスターゲーム出場：3回 （1983年、1984年、1987年）

### 背番号
- 18 （1981年 - 1990年途中）
- 46 （1990年途中 - 1992年）